# Ống phóng điện khí

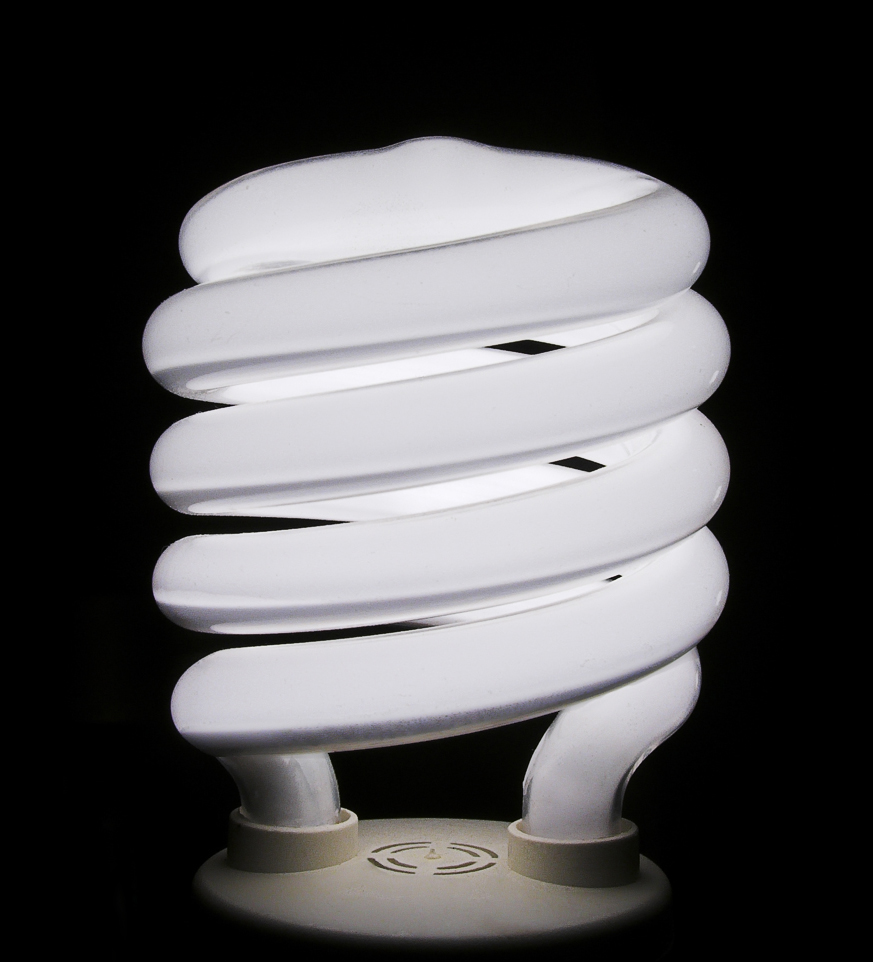
Một đèn compact dùng phóng điện khí kém

Sơ đồ điện của đèn huỳnh quang chiếu sáng

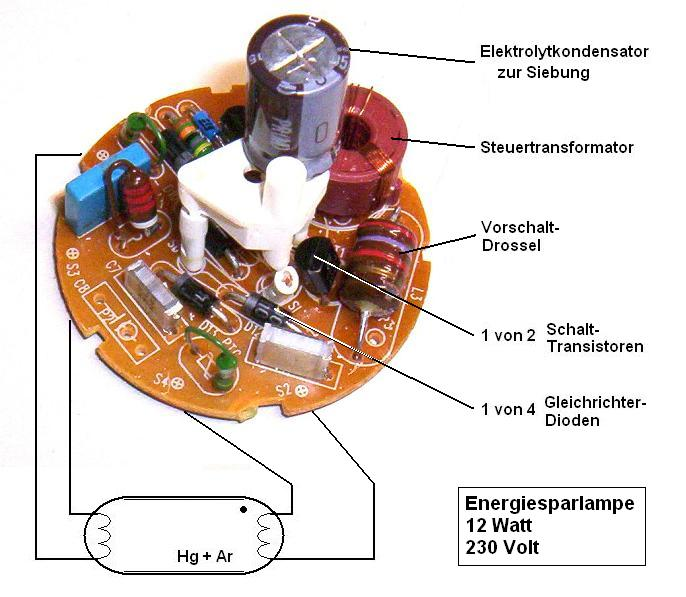
Nguồn ballast cho đèn compact

Ống phóng điện khí hay đèn phóng điện khí, còn gọi là ống phóng điện, là ống chứa khí xác định có các điện cực đặt trong vỏ cách nhiệt và chịu nhiệt. Khi đặt hiệu điện áp thích hợp lên các điện cực sẽ xảy ra quá trình phóng điện trong khí kém, làm ion hoá khí và dẫn tới phát sáng với ánh sáng xác định.
Ngày nay các đèn phóng điện khí bao gồm đèn huỳnh quang, đèn halide kim loại, đèn muối natri, đèn neon,... Các ống chứa khí đặc biệt như krytron, thyratron và ignitron được sử dụng làm thiết bị chuyển mạch điện tử.
Điện áp cần thiết để bắt đầu và duy trì phóng điện phụ thuộc vào áp suất, thành phần của khí nạp và hình học của ống. Hầu hết vỏ ống thường là thủy tinh, như các đèn huỳnh quang thắp sáng. Các ống năng lượng thường sử dụng vỏ gốm sứ, còn các ống dùng trong quân sự thường sử dụng kim loại lót thủy tinh. Các đèn được chế tạo với cả hai dạng catốt nóng và catốt lạnh.
Ngày nay sự phát triển linh kiện bán dẫn trong kỹ thuật điện tử và trong chiếu sáng, làm cho hầu hết đèn phóng điện khí trở thành lỗi thời.